# 35. Arany Málna-gála
A 35. Arany Málna-gálán (Razzies) – az Oscar-díj paródiájaként – az amerikai filmipar 2014. évi legrosszabb filmjeit, illetve azok alkotóit díjazzák tíz kategóriában úgy, hogy ez évben sem osztottak díjat a legrosszabb szereplőgárda kategóriában, hanem teljesítményüket a legrosszabb filmes páros kategóriában értékelték, viszont a 35. évfordulóra tekintettel egy új kategóriát hoztak létre „Arany Málna-megváltó díj” (Razzie Redeemer Award) néven, olyan művészek (színészek, rendezők, forgatókönyvírók) számára, akik karrierjük egy korábbi szakaszában több Arany Málna-jelölést, illetve díjat kaptak, ám pályájuk látványos fejlődésen ment át. A kategória győztesét a nagyközönség választja ki a Rotten Tomatoes szervezésében.
A díjra történt jelöléseket 2015. január 14-én hozták nyilvánosságra. A 2014-es Egyesült Államok-béli filmtermésből a legtöbb jelölést (hetet) a Transformers-sorozat 4. része, Michael Bay sci-fi akciófilmje, a Transformers: A kihalás kora kapta. Az év legrosszabbjai között tartották számon, 6-6 jelöléssel, a Herkules legendája, valamint az IMDb regisztrált tagjainak szavazata alapján összeállított „Bottom 100” lista első helyezettje, azaz „minden idők legrosszabb filmje”, a Saving Christmas. Ugyancsak jelentős számú jelölést kapott a Tini nindzsa teknőcök (öt), valamint a Hogyan rohanj a veszTEDbe (négy).
A „győztesek” kihirdetésére a 87. Oscar-gála előtti napon, 2015. február 21-én került sor a hollywoodi Montalban Színházban. Az értékelésben – egy kategória kivételével – az USA 47 államában és 19 külföldi országban élő közel 757  filmrajongó, kritikus, újságíró és filmes szakember G.R.A.F.-tag  vett részt.
Az „eredmények” tekintetében a papírforma igazolódott, a kilenc díjból négyet „a minden idők legrosszabb filmje”, a Saving Christmas vitt el, Két díjat kapott a Transformers: A kihalás kora (ebből az egyiket három másik filmmel együtt), és egyet-egyet az Annie, a Tini nindzsa teknőcök, valamint A csajok bosszúja, ez utóbbi – Cameron Diaz színészi teljesítménye miatt – a Szexvideóval együtt.
A zsűri úgy ítélte meg, hogy a legnagyobb szakmai fejlődésen Ben Affleck ment át, a 2014-es Arany Málna díjas Gengszter románcban nyújtott alakításától Az Argo-akcióig, illetve a Holtodiglanig, így ő kapta az ünnepi, korábbi Arany Málnákat feledtető elismerést.

## Díjazottak és jelöltek
| „Győztes” |

| Kategória                                                  | „Győztesek” és jelöltek |
| ---------------------------------------------------------- | --- |
| Legrosszabb film                                           | Saving Christmas, producer: Ralph Henley, David Shannon, Darren Doane, Ankara Rosser (Camfam Studios, Provident Films)                                                                                      |
| Legrosszabb film                                           | Az otthagyottak, producer: Christopher Sean Brown, Jason Hewitt (Stoney Lake Entertainment) |
| Legrosszabb film                                           | Herkules legendája, producer: Boaz Davidson, Renny Harlin, Danny Lerner, Les Weldon (Millennium Films) |
| Legrosszabb film                                           | Tini nindzsa teknőcök, producer: Michael Bay, Andrew Form (Nickelodeon Movies) |
| Legrosszabb film                                           | Transformers: A kihalás kora, producer: Steven Spielberg, Tom DeSanto, Lorenzo di Bonaventura, Don Murphy (Paramount Pictures / DreamWorks)                                                                 |
| Legrosszabb előzményfilm, remake, koppintás vagy folytatás | Annie, producer: Jay Brown, Will Gluck, Jada Pinkett Smith, Will Smith (Marcy Media, Olive Bridge Entertainment)                                                                                            |
| Legrosszabb előzményfilm, remake, koppintás vagy folytatás | Atlas Shrugged: Part III, producer: John Aglialoro , Ben Brigham (Atlas 3 Productions) |
| Legrosszabb előzményfilm, remake, koppintás vagy folytatás | Herkules legendája, producer: Boaz Davidson, Renny Harlin, Danny Lerner, Les Weldon (Millennium Films) |
| Legrosszabb előzményfilm, remake, koppintás vagy folytatás | Tini nindzsa teknőcök, producer: Michael Bay, Andrew Form (Nickelodeon Movies) |
| Legrosszabb előzményfilm, remake, koppintás vagy folytatás | Transformers: A kihalás kora, producer: Steven Spielberg, Tom DeSanto, Lorenzo di Bonaventura, Don Murphy (Paramount Pictures / DreamWorks)                                                                 |
| Legrosszabb férfi főszereplő                               | Kirk Cameron – Saving Christmas, mint Kirk |
| Legrosszabb férfi főszereplő                               | Nicolas Cage – Az otthagyottak, mint Rayford Steele |
| Legrosszabb férfi főszereplő                               | Kellan Lutz – Herkules legendája, mint Herkules |
| Legrosszabb férfi főszereplő                               | Seth MacFarlane – Hogyan rohanj a veszTEDbe, mint Albert Stark |
| Legrosszabb férfi főszereplő                               | Adam Sandler – Kavarás, mint Jim Friedman |
| Legrosszabb női főszereplő                                 | Cameron Diaz – A csajok bosszúja és Szexvideó, mint Carly Whitten, illetve Annie |
| Legrosszabb női főszereplő                                 | Drew Barrymore – Kavarás, mint Lauren Reynolds |
| Legrosszabb női főszereplő                                 | Melissa McCarthy – Tammy, mint Tammy |
| Legrosszabb női főszereplő                                 | Charlize Theron – Hogyan rohanj a veszTEDbe, mint Anna Leatherwood |
| Legrosszabb női főszereplő                                 | Gaia Weiss –Herkules legendája, mint Hebe |
| Legrosszabb férfi mellékszereplő                           | Kelsey Grammer – The Expendables – A feláldozhatók 3., Visszatérés Óz birodalmába, Gondolkozz pasiaggyal! 2. és Transformers: A kihalás kora, mint Bonaparte, Tin Man (hangja), Lee Fox, és Harold Attinger |
| Legrosszabb férfi mellékszereplő                           | Mel Gibson – The Expendables – A feláldozhatók 3., mint Conrad Stonebanks |
| Legrosszabb férfi mellékszereplő                           | Shaquille O’Neal – Kavarás, mint Doug |
| Legrosszabb férfi mellékszereplő                           | Arnold Schwarzenegger – The Expendables – A feláldozhatók 3., mint Trench Mauser |
| Legrosszabb férfi mellékszereplő                           | Kiefer Sutherland – Pompeji, mint Corvus szenátor |
| Legrosszabb női mellékszereplő                             | Megan Fox – Tini nindzsa teknőcök, mint April O'Neil |
| Legrosszabb női mellékszereplő                             | Cameron Diaz – Annie, mint Miss Hannigan |
| Legrosszabb női mellékszereplő                             | Nicola Peltz – Transformers: A kihalás kora, mint Tessa Yeager |
| Legrosszabb női mellékszereplő                             | Susan Sarandon – Tammy, mint Pearl |
| Legrosszabb női mellékszereplő                             | Bridgette Cameron – Saving Christmas, mint Brigitte Ridenour |
| Legrosszabb filmes páros                                   | Kirk Cameron és az ő egója – Saving Christmas |
| Legrosszabb filmes páros                                   | Bármely két robot, vagy színész (vagy robotszínész) – Transformers: A kihalás kora |
| Legrosszabb filmes páros                                   | Cameron Diaz és Jason Segel – Szexvideó |
| Legrosszabb filmes páros                                   | Kellan Lutz és az ő hasizma, vagy mellizma, vagy farizma – Herkules legendája |
| Legrosszabb filmes páros                                   | Seth McFarlane és Charlize Theron – Hogyan rohanj a veszTEDbe |
| Legrosszabb rendező                                        | Michael Bay – Transformers: A kihalás kora |
| Legrosszabb rendező                                        | Darren Doane – Saving Christmas |
| Legrosszabb rendező                                        | Renny Harlin – Herkules legendája |
| Legrosszabb rendező                                        | Jonathan Liebesman – Tini nindzsa teknőcök |
| Legrosszabb rendező                                        | Seth MacFarlane – Hogyan rohanj a veszTEDbe |
| Legrosszabb forgatókönyv                                   | Saving Christmas, írta: Darren Doane és Cheston Hervey |
| Legrosszabb forgatókönyv                                   | Az otthagyottak, forgatókönyv: Paul LaLonde és John Patus, Tim LaHaye és Jerry B. Jenkins regénye alapján                                                                                                   |
| Legrosszabb forgatókönyv                                   | Szexvideó, forgatókönyv: Kate Angelo, Jason Segel és Nicholas Stoller |
| Legrosszabb forgatókönyv                                   | Tini nindzsa teknőcök, írta: Evan Daugherty, Andre Nemec és Josh Applebaum, a Peter Laird és Kevin Eastman által megteremtett karakterek alapján                                                            |
| Legrosszabb forgatókönyv                                   | Transformers: A kihalás kora, írta: Ehren Kruger, a Hasbro alakváltó figurái alapján |
| Arany Málna-megváltó díj                                   | Ben Affleck, az Arany Málna díjas Gengszter románctól Az Argo-akcióig és a Holtodiglanig |
| Arany Málna-megváltó díj                                   | Jennifer Aniston, a 4 Arany Málna-jelöléstől a Cake-ig |
| Arany Málna-megváltó díj                                   | Mike Myers, az Arany Málna díjas Love Gurutól a Supermensch: The Legend of Shep Gordon dokumentumfilm megrendezéséig                                                                                        |
| Arany Málna-megváltó díj                                   | Keanu Reeves, a 6 Arany Málna-jelöléstől a John Wickig |
| Arany Málna-megváltó díj                                   | Kristen Stewart, a hétszeres Arany Málna díjas Alkonyat – Hajnalhasadástól a Camp X-Rayig |

### A kategóriákban előforduló filmek
Az „Arany Málna-megváltó díj” kategória alkotásainak kivételével.
| Jelölés | Díj | Magyar cím                           | Eredeti cím                       |
| ------- | --- | ------------------------------------ | --------------------------------- |
| 7       | 2   | Transformers: A kihalás kora         | Transformers: Age of Extinction   |
| 6       | 4   | –––                                  | Saving Christmas                  |
| 6       | 0   | Herkules legendája                   | The Legend of Hercules            |
| 5       | 1   | Tini nindzsa teknőcök                | Teenage Mutant Ninja Turtles      |
| 4       | 0   | Hogyan rohanj a veszTEDbe            | A Million Ways to Die in the West |
| 3       | 1   | Szexvideó                            | Sex Tape                          |
| 3       | 1   | The Expendables – A feláldozhatók 3. | he Expendables 3                  |
| 3       | 0   | Kavarás                              | Blended                           |
| 3       | 0   | Az otthagyottak                      | Left Behind                       |
| 2       | 1   | Annie                                | Annie                             |
| 2       | 0   | –––                                  | Tammy                             |
| 1       | 1   | A csajok bosszúja                    | The Other Woman                   |
| 1       | 1   | Gondolkozz pasiaggyal! 2.            | Think Like a Man Too              |
| 1       | 1   | Visszatérés Óz birodalmába           | Legends of Oz: Dorothy's Return   |
| 1       | 0   | Pompeji                              | Pompeii                           |
| 1       | 0   | –––                                  | Atlas Shrugged: Part III          |